# Estación Chester Waterside de la Compañía Eléctrica de Filadelfia
La estación Chester Waterside de la Philadelphia Electric Company es una antigua central eléctrica de carbón histórica, ubicada en el río Delaware en Chester, condado de Delaware, sureste de Pensilvania.
Construida por la Philadelphia Electric Company, actualmente es propiedad de la PECO Energy Company de la Exelon Corporation. El complejo ha sido reconvertido en edificio de oficinas.

## Arquitectura
La sección original del edificio de la estación se construyó en 1916 y consta de la sala de calderas con torres de carbón y sala de turbinas adjuntas, y la sala de interruptores. El complejo fue diseñado por el arquitecto John T. Windrim y el ingeniero William CL Eglin, y contó con los últimos avances en tecnología de generación y construcción industrial.  Las fachadas principales fueron diseñadas en estilo Beaux-Arts. El anexo de la Sala de Turbinas se construyó entre 1939 y 1942. 
También se encuentra en la propiedad el edificio del taller de máquinas, de dos pisos y de ladrillo rojo. También fue construido por la Philadelphia Electric Company.

## Historia
El complejo fue incluido en el Registro Nacional de Lugares Históricos en 2007. 
La estación Chester Waterside fue documentada por el HAER (Registro Histórico de Ingeniería Estadounidense) federal, con extensas fotografías exteriores e interiores del reconocido fotógrafo de arquitectura Jack Boucher en 1997 y 1998; dibujos arquitectónicos; y un informe descriptivo detallado del diseño y la historia de las instalaciones, y sus contextos de historia industrial contemporánea. 

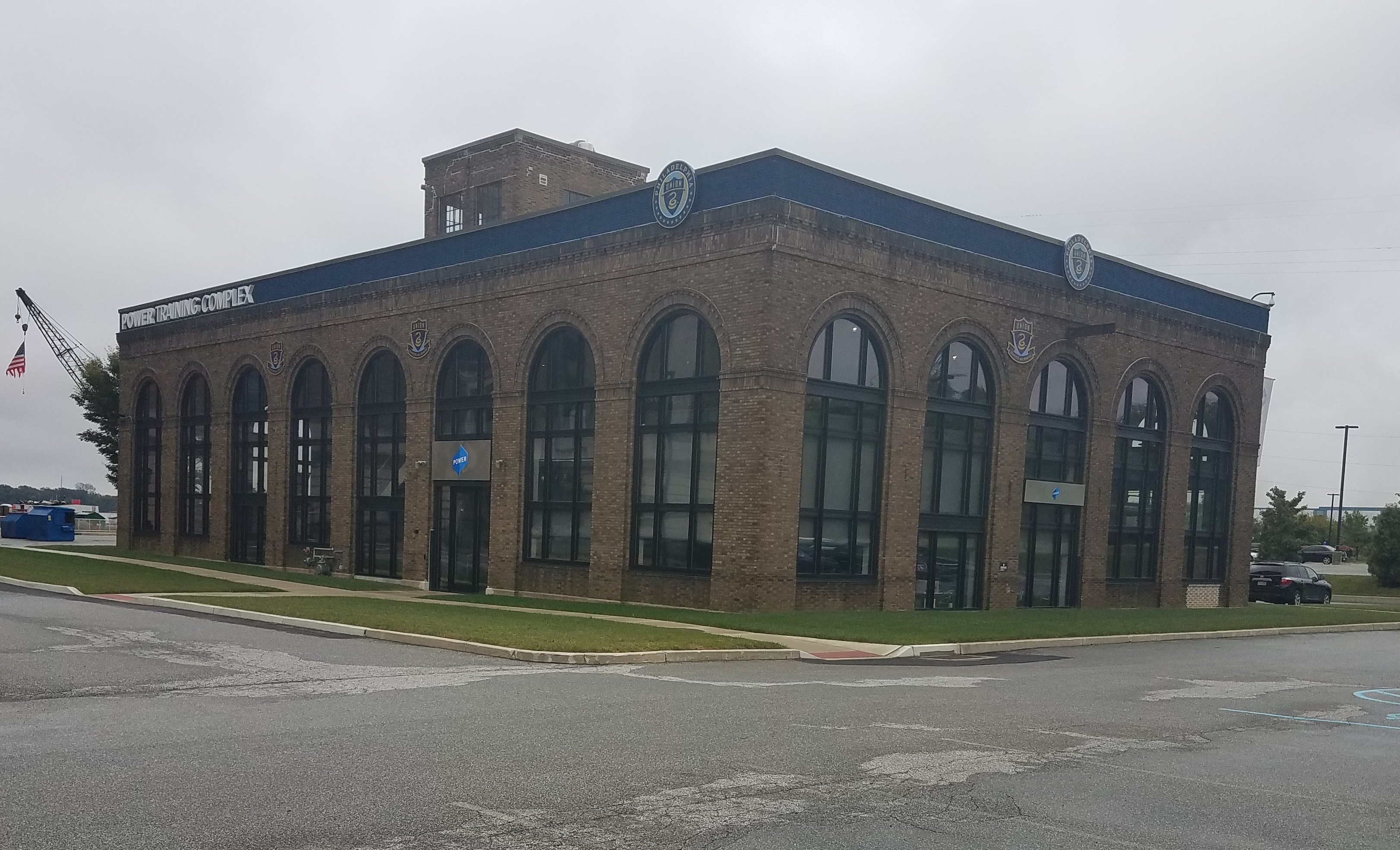
El taller de máquinas de la estación Chester Waterside de la Philadelphia Electric Company

En 2016, el taller de máquinas se convirtió en una instalación de entrenamiento interior de 16.500 pies cuadrados y oficinas para el club de fútbol de la Major League Soccer de Philadelphia Union.